# Хобултова
Хобултова (укр. Хобултова) — село в Зимневской сельской общине Владимирского района Волынской области Украины.
Население по переписи 2001 года составляет 731 человек. По состоянию на 01.01.2024 года в селе зарегистрировано 680 человек. Почтовый индекс — 44760. Телефонный код — 3342. Занимает площадь 3,135 км².